# Niet Stemmers
Niet Stemmers is een Nederlandse politieke partij die in 2016 is opgericht door advocaat Peter Plasman. De partij heeft de doelstelling om mensen die niet (meer) gaan stemmen, toch te vertegenwoordigen in de Tweede Kamer. De partij nam deel aan de Tweede Kamerverkiezingen van 2017, maar haalde te weinig stemmen om een zetel te halen (6.025 stemmen, 0,06 procent van het totaal).
De partij is voortgekomen uit de Vereniging voor Niet-Stemmers, die in 1994 werd opgericht door Plasman. Plasman was de lijsttrekker tijdens de Tweede Kamerverkiezingen in maart 2017. Zijn zonen Rijk en Rits Plasman stonden op respectievelijk plaats twee en drie van de kandidatenlijst, terwijl zijn vrouw Judith Plasman-Van Ligten de laatste plek innam op deze lijst. Verder bestond de lijst voornamelijk uit strafrechtadvocaten.

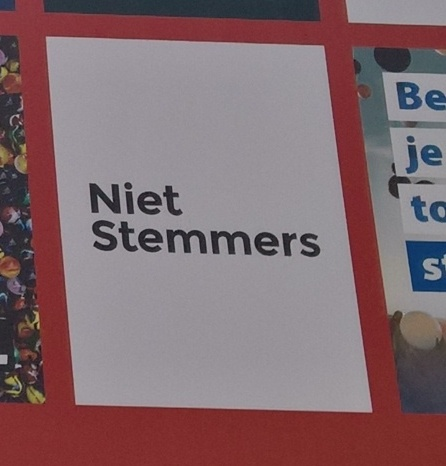
Verkiezingsposter 2017

Tegen de registratie van de aanduiding 'Niet Stemmers' werd beroep ingesteld door LPF Leeuwarden, die de aanduiding te veel vond lijken op de door haar geregistreerde aanduiding 'Club van niet kiezers' en niet met Niet Stemmers geïdentificeerd wenste te worden. Dit beroep werd op 13 januari 2017 door de Afdeling bestuursrechtspraak van de Raad van State ongegrond verklaard. De Afdeling was van oordeel dat de aanduidingen zich voldoende van elkaar onderscheiden, en dat kiezers daardoor niet in verwarring raken.

## Verkiezingsprogramma
Het verkiezingsprogramma bestaat uit de volgende zin: In het parlement zullen wij nooit stemmen. De partij doet de volgende drie verkiezingsbeloften:
- Wij doen voor 100% wat wij zeggen
- Wij zullen nooit een concessie doen
- Wij zullen geen akkoorden sluiten

## Reacties
Kunstenaar Ralph Posset noemde de partij een uitkomst voor zwevende kiezers die bij elke verkiezingen tegen heug en meug gestemd hebben op de partij die ze uiteindelijk het minst erg vonden van alle kwaden. Verder is hij van mening dat met de komst van deze partij er voor de niet-stemmer geen enkele geldige reden meer is om thuis te blijven tijdens de verkiezingen, en de partij daarmee dus niet oproept tot nihilisme maar tot participatie.
Oud-fractievoorzitter van GroenLinks in Den Haag Niek Roozenburg noemde het feit dat Plasman niks gaat doen in de Kamer moreel verwerpelijk als hij hiervoor wel een vergoeding ontvangt. Niet Stemmers zegt hier het volgende over: "Onze kamerleden zullen hun salaris afstaan. Uiteraard wordt er gewerkt en worden er kosten gemaakt, ook om aan de verkiezingen mee te kunnen doen en zetels te behalen, daar zal voor worden betaald. Maar er zal veel geld over zijn en dat geld gaan wij een bestemming geven."
Bij schrijver en columnist Bas Heijne riep de partij veel vragen op. Hij opperde de mogelijkheid dat de partij kunst is. Verder poogde hij de partij te plaatsen in het spectrum van partijen die opkomen vanuit onvrede met de huidige politiek, en hij schaarde de partij onder de partijen die totale democratie beloven, waartoe volgens hem ook de partijen Forum voor Democratie en GeenPeil behoren.
Onduidelijk is of de partij nog bestaat, de website bestaat niet meer en op Facebook zijn sinds 15 maart 2017 geen berichten meer verschenen van deze partij.